# Laagland (film)
Laagland is een Nederlandse film uit 1996 van Yolanda Entius, gebaseerd op een scenario van haarzelf. De film heeft als alternatieve titel Lowland. Op het Filmfestival van Utrecht 1995 werd de film voorvertoond. De landelijke première vond in 1996 plaats.

## Verhaal
Hoofdpersoon Jan ontdekt dat zijn benedenbuurman zelfmoord heeft gepleegd. Jan denkt ook aan zelfmoord, omdat hij vindt dat het hem ook slecht vergaat. Toch kan Jan zijn nieuwsgierigheid niet bedwingen en gaat op zoek naar de achtergrond van de zelfmoord. Dan ontmoet Jan de zus van zijn buurman, Ellen. Hij wordt verliefd op haar. Maar Ellen is op een dominante manier verbonden met haar andere broer Simon: samen knappen ze een oud hotel op. Ellen wijst Jan af en reist daarna naar een vriend om over de dingen des levens te praten.

## Rolverdeling
| Acteur         | Personage |
| -------------- | --------- |
| Marcel Musters | Jan       |
| Lineke Rijxman | Ellen     |
| Tom Jansen     | Simon     |
| Yolanda Entius | Jetteke   |
| Finn Poncin    | Jos       |
| Ella Snoep     | Buurvrouw |